# PAM
PAM (на английски: Payload Assist Module, съкр. PAM) – ускорителен блок, произведен от McDonnell Douglas за космическата совалка на НАСА. По една или друга причина не постига голям успех и днес в експлоатация е само един вариант. Адаптиран е към някои ракети – носители и други космически апарати.

## Дизайн
Ускорителен блок Payload Assist Module е твърдогоривна ускорителна степен, която използва двигател произведен от Тиокол (на английски: Thiokol), много подобен на тези използвани в ускорителните блокове Стар. Степента извежда сателити от ниска земна орбита до геостационарна орбита или на междупланетна траектория. Полезния товар е стабилизиран посредством специално конструирана ротационна плоча. Първоначално разработена за космическите совалки, ускорителната степен PAM е адаптирана както следва следва:
- PAM-A – ускорителен блок адаптиран към ракетите – носители от семейството Атлас. Тази модификация не получава възможност за развитие и разработката е прекратена;
- PAM-D – ускорителен блок адаптиран към ракетите – носители от семейството Делта. Тази модификация използва двигателя на ускорителната степен Стар-48;
- PAM-D2 – Развитие на варианта PAM-D с двигател Стар-63;
- PAM-S – ускорителен блок използван като двигател на космическата сонда Одисей. Обозначението S означава Special – нехомологирана версия, произведена в единични бройки.

Единствената модификация, която е в употреба днес е PAM-D. Блокът е използван като трета степен на ракетата – носител Делта II. Стойността на единичен екземпляр е около 4,1 млн. долара.

## Спецификация
Показаните параметри са за ускорителен блок PAM-D, който е в експлоатация:
- Двигател: един Star 48B
- Тяга: 67,16 kN
- Специфичен импулс: 292 сек.
- Време на работа: 88 сек.
- Гориво: твърдо
- Височина: 2,04 м.
- Диаметър: 1,24 м.
- Сухо тегло: 232 кг.
- Максимална маса: 2141 кг.